# کریستینا بلا
کریستینا بلا (به انگلیسی: Cristina Bella) یک هنرپیشهٔ فیلم‌های پورنوی اهل مجارستان است.
کریستینا که از نام هنری مستعار برای فعالیت‌های حرفه‌ای‌اش استغاده می‌کند در ابتدا به شغل آرایشگری مشغول بود و از ۱۸ سالگی به ایفای نقش در فیلم‌های بزرگ‌سالان روی آورد.
او تابه‌حال ۴ بار نامزد دریافت جوایز مختلف ای‌وی‌ان (به انگلیسی: AVN) شده است. او در سال ۲۰۰۳ موفق شد جایزهٔ استارلت جدید را از جشنواره بین‌المللی فیلم اروتیک بارسلون دریافت کند.